# Épagne-Épagnette
Épagne-Épagnette is een gemeente in het departement Somme in de regio Hauts-de-France van Frankrijk. De gemeente maakt deel uit van het arrondissement Abbeville. Toen begin 2015 het kanton Abbeville-Sud werd opgeheven, werd de gemeente opgenomen in het nieuwgevormde kanton Abbeville-2.

## Geografie
De oppervlakte van Épagne-Épagnette bedraagt 6,5 km², telt 552 inwoners (1999) en de bevolkingsdichtheid is 84,9 inwoners per km².
De onderstaande kaart toont de ligging van Épagne-Épagnette met de belangrijkste infrastructuur en aangrenzende gemeenten.

## Demografie
Onderstaande figuur toont het verloop van het inwonertal (bron: INSEE-tellingen).